# Fierro a fondo
Fierro a fondo es una película de Argentina filmada en blanco y negro dirigida por Alejandro Wehner sobre el guion de Alberto Larrambebere y Sebastián Rives que fue producida en 1952 y nunca se estrenó comercialmente. Tuvo como actores principales a Tito Alonso y Jacinto Herrera.
El título se refiere a la expresión popular homónima que significa “a toda velocidad”. Alejandro Wehner, que provenía del cine publicitario y de los noticieros, también dirigió los filmes Diez segundos (1949), una película de ambiente boxístico, y el drama Río Turbio (1954).

## Reparto
- Tito Alonso
- Jacinto Herrera